# Eskilstorps socken
Eskilstorps socken i Skåne ingick i Oxie härad, ingår sedan 1971 i Vellinge kommun och motsvarar från 2016 Eskilstorps distrikt.
Socknens areal är 8,07 kvadratkilometer varav 8,05 land. År 2000 fanns här 1 960 invånare. Norra delen av tätorten Vellinge med sockenkyrkan Eskilstorps kyrka ligger i socknen. 

## Administrativ historik
Socknen har medeltida ursprung. 
Vid kommunreformen 1862 övergick socknens ansvar för de kyrkliga frågorna till Eskilstorps församling och för de borgerliga frågorna bildades Eskilstorps landskommun. Landskommunen uppgick 1952 i Vellinge landskommun som ombildades 1971 till Vellinge kommun. Församlingen uppgick 2002 i Vellinge-Månstorps församling.
1 januari 2016 inrättades distriktet Eskilstorp, med samma omfattning som församlingen hade 1999/2000.  
Socknen har tillhört län, fögderier, tingslag och domsagor enligt vad som beskrivs i artikeln Oxie härad. De indelta soldaterna tillhörde Södra skånska infanteriregementet, Skytts kompani och Skånska dragonregementet, Malmö skvadron, överstelöjtnantens kompani.

## Geografi
Eskilstorps socken ligger söder om Malmö vid Öresund. Socknen är en odlad slättbygd.

## Fornlämningar
Boplatser och en dös från stenåldern är funna. Från bronsåldern har funnits en gravhög.

## Namnet
Namnet skrevs i mitten av 1100-talet Äschilsthorpi och kommer från kyrkbyn. Efterleden är torp, nybygge. Förleden innehåller mansnamnet Eskil..